# Режим сірки
Режим сірки (рос. режим серы, англ. sulphur regime, нім. Schwefelregime n) – концентрація продуктів електролітичної дисоціації H2S (зокрема, аніонів S2- і [S2]2-) у розчинах. Ця концентрація й ступінь спорідненості катіонів із сіркою визначають утворення тих чи інших сульфідів. Звичайно першими з розчинів випадають сульфіди з найменшою кількістю сірки – це майже завжди утворення високих температур; із зниженням температури виникають послідовно сульфіди з більшим вмістом сірки. Така послідовність визначається збільшенням ступеня дисоціації H2S зі зниженням температури розчинів. Збільшується також ступінь дисоціації Н2О, а разом з тим і концентрація S2- у лужних розчинах.